# Laferté-sur-Aube
Laferté-sur-Aube é uma comuna francesa na região administrativa de Grande Leste, no departamento de Haute-Marne. Estende-se por uma área de 32,54 km². Em 2010 a comuna tinha 323 habitantes (densidade: 9,9 hab./km²).